# Gazdy Aranka
Gazdy Aranka (Tata, 1879. február 22. – Budapest, 1957. augusztus 20.) színésznő.

## Életútja
Gazdy Béla járásbíró és Benes Adél leányaként született. A Színészakadémia elvégzése után 1898-ban kezdte meg a pályáját Székesfehérvárt. 1900-ban Szalkai Lajos társulatának volt a tagja, 1900–1901-ben a Kolozsvári Nemzeti Színházban, 1902-ben Relle Istvánnál játszott, 1903-ban Zilahy Gyula társulata foglalkoztatta. A vidéki színházak általánosan ismert művésznője volt. 1904 júliusától egy ideig a Népszínház tagja volt, 1906-tól Dr. Farkas Ferencnél működött. 1908 és 1911 között Debrecenben játszott. 1910. december 17-én Debrecenben férjhez ment Jónás Alfréd (1879–1912) mérnökhöz és egy időre elbúcsúzott a színpadtól. Férje halála után ismét visszatért a színpadra. 1919–20-ban a debreceni színház vezető színésznője, 1929-ben az Új Színház művésznője volt. Az 1930-as években a Pesti Színházban játszott, majd 1947-ben lépett fel utoljára a Kis Színházban.

## Filmszerepei
- Viola, az alföldi haramia (1920)
- Pax vobiscum (1920)
- A rög (1920)
- A fogadalom (1920)
- Csak egy kislány van a világon (1929) – Pálffy Gáspár tiszteletes felesége
- Tavaszi zápor (1932) – Gondos Éva, a feljelentő
- A bor (1933) – Szunyogh Juli anyja
- Az új földesúr (1935) – cseléd Ankerschmidtnél
- Az okos mama (1935) – Kállayék szakácsnője
- Ember a híd alatt (1936) – Soltészék házvezetőnője
- Pogányok (1936)
- Tokaji rapszódia (1937) – Demeterné, Éva anyja
- Családi pótlék (1937) – vendég az estélyen
- Marika (1937) – vendég az estélyen
- Pillanatnyi pénzzavar (1937-38) – „libás” asszony
- Elcserélt ember (1938) – bálozó
- Papucshős (1938) – vendég Ráczéknál
- Azurexpress (1938) – Toncsi néni
- 5 óra 40 (1939) – szomszédasszony
- Karosszék (1939) – licitáló hölgy az árverésen
- Két lány az utcán (1939) – esküvői vendég
- Hat hét boldogság (1939) – Kosenyikné ismerőse
- Földindulás (1939) – falusi asszony
- Egy éjszaka Erdélyben (1941) – Bakóné, szállásadó parasztasszony
- A tanítónő (1945) – parasztasszony